# Wonder Woman (1974)
Wonder Woman is een Amerikaanse televisiefilm uit 1974 onder regie van Vincent McEveety. Het verhaal hierin draait om het gelijknamige personage van DC Comics. De film was bedoeld als pilot voor een televisieserie van ABC, maar die kwam er niet. De zender koos er in plaats daarvan voor om in 1975 met een nieuwe pilot te komen, met daarin Lynda Carter in de titelrol in plaats van Cathy Lee Crosby. Die resulteerde wel in een Wonder Woman-serie.

## Verhaal
Diana Prince komt in actie als Wonder Woman nadat Abner Smith een aantal boeken steelt met daarin geclassificeerde informatie over medewerkers van de Amerikaanse regering. Hij wordt geholpen door zijn handlanger George Calvin en lijfwacht Ahnjayla, een voormalig amazone.

## Achtergrond
Wonder Woman draagt in deze film niet het haar typerende kostuum, vertoont geen superkrachten en is blond in plaats van zwartharig. Dit komt overeen met hoe het personage begin jaren 70 ook tijdelijk werd weergegeven in het DC Universum. Deze veranderingen werden gedaan tijdens een poging om de verkoopcijfers van de stripreeks te verbeteren. In deze verhaallijnen had Diana Prince afstand gedaan van haar superkrachten om op Aarde te mogen blijven. DC gaf Wonder Woman in 1973 haar superkrachten terug. Ze bezit die in de serie waarin Lynda Carter haar speelt weer wel.

## Rolverdeling
| Acteur              | Personage       |
| ------------------- | --------------- |
| Cathy Lee Crosby    | Diana Prince    |
| Kaz Garas           | Steve Trevor    |
| Charlene Holt       | Hippolyta       |
| Ricardo Montalbán   | Abner Smith     |
| Richard X. Slattery | Colonel Henkins |
| Andrew Prine        | George Calvin   |
| Anitra Ford         | Ahnjayla        |